# Herbert Graf (Regisseur)
Herbert Graf (* 10. April 1903 in Wien; † 5. April 1973 in Genf) war ein österreichisch-US-amerikanischer Opernregisseur.

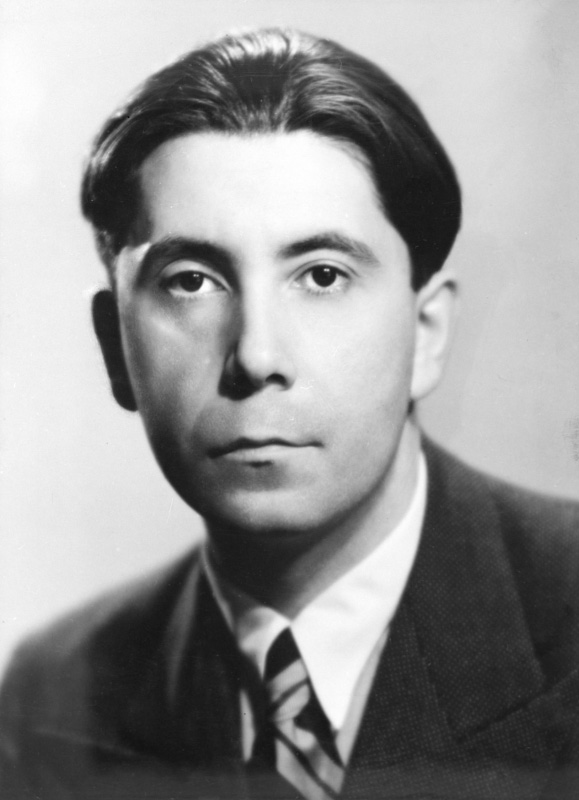
Aufnahme von Wilhelm Willinger aus den 1930er Jahren

## Leben und Wirken
Der Sohn von Max Graf (1873–1958) und Olga Graf (Sängerin, geborene Hönig, 1877) promovierte über „Richard Wagner als Regisseur“ und gelangte über Münster und Breslau nach Frankfurt, wo er 1930 Leiter der Opernschule an Dr. Hoch’s Konservatorium wurde. An der Frankfurter Oper inszenierte er am 1. Februar 1930 mit Else Gentner-Fischer in der Rolle der Ehegattin die Uraufführung von Arnold Schönbergs Von heute auf morgen. Nach der Machtergreifung der Nationalsozialisten 1933 wurde er entlassen und in die Emigration gezwungen. Er ging über Basel in die USA, zunächst nach Philadelphia, schließlich an die Metropolitan Opera in New York (dort 1936–1960). Danach ging er in die Schweiz nach Zürich 1960–1963 und war dann am Grand Théâtre de Genève in Genf 1965–1973.
Zwischen 1935 und 1937, und dann wieder ab 1951 inszenierte Graf mehrmals bei den Salzburger Festspielen, darunter 1953 Don Giovanni im Bühnenbild von Clemens Holzmeister, dirigiert von Wilhelm Furtwängler, 1955 Die Zauberflöte im Bühnenbild von Oskar Kokoschka, dirigiert von Georg Solti und 1968 Emilio de’ Cavalieris Rappresentatione di Anima, et di Corpo in der Felsenreitschule und der Kollegienkirche.

## Der kleine Hans
Herbert Graf war – mit Einverständnis seiner Eltern – als kleiner Knabe Studienobjekt („der kleine Hans“) Sigmund Freuds zur Erforschung der kindlichen Sexualität (Veröffentlichung Freuds 1909).

## Gedenken

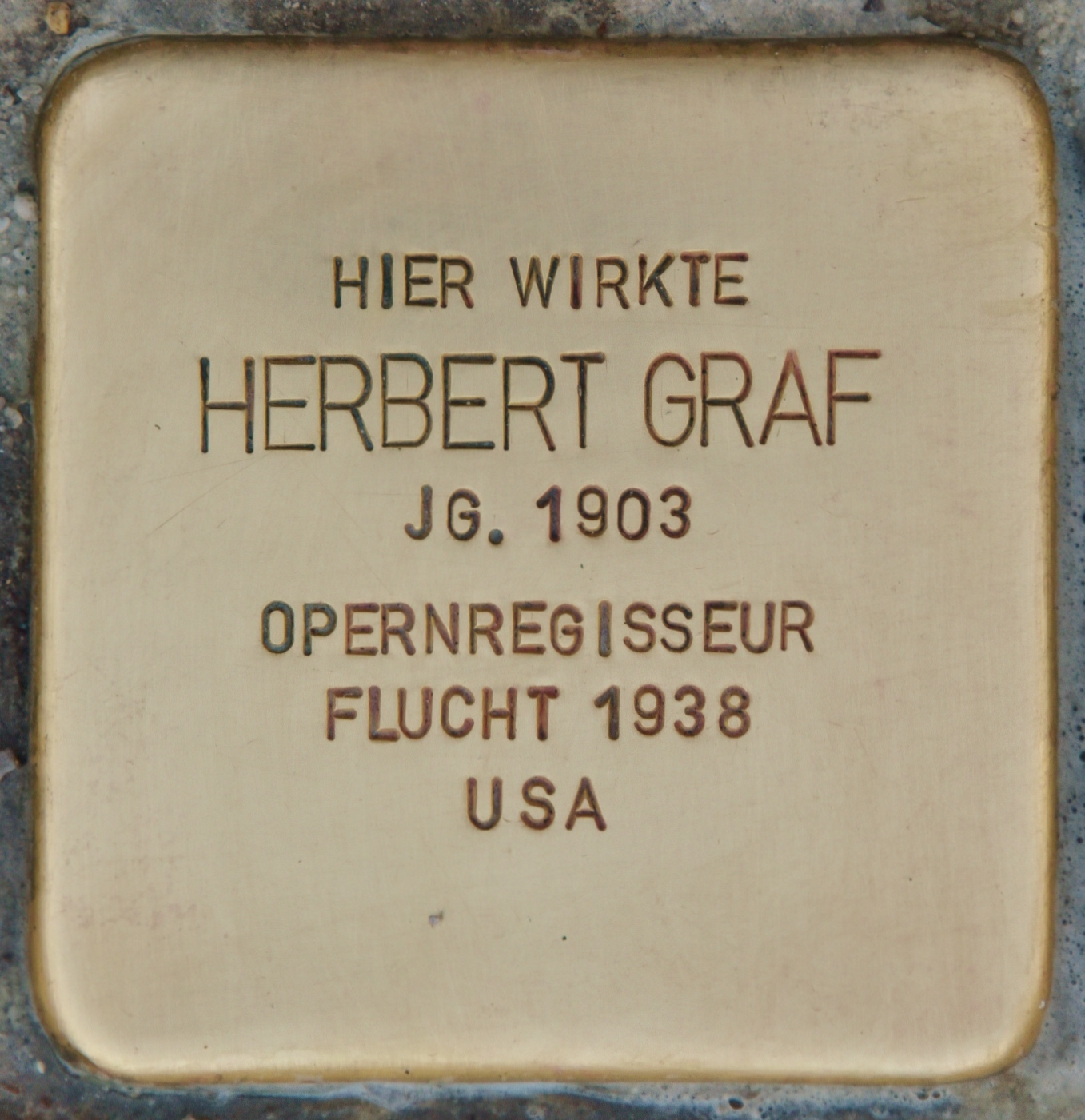
Stolperstein in Salzburg

Am 17. August 2020 wurde durch den Künstler Gunter Demnig vor dem Haus für Mozart in Salzburg ein Stolperstein für Herbert Graf verlegt.

## Schriften (Auswahl)
- Das Repertoire der öffentlichen Opern- und Singspielbühnen in Berlin seit dem Jahre 1771. Dünnebeil, Berlin 1934
- The Opera and its Future in America, 1941
- Opera for the People, 1951
Die deutsche Bearbeitung und Neufassung durch den Autor erschien als:
Aus der Welt der Oper. Atlantis, Zürich 1960.
- Producing Opera for America, 1961